# 藤波友忠
藤波 友忠（ふじなみ ともただ）は、江戸時代前期の日本の公家、神宮祭主。

## 生涯

### 前半生
神宮祭主藤波種忠の子として、慶長7年（1602年）に生まれる。
元和9年（1623年）、22歳で叙爵される。元和10年（1624年）、23歳のときに父より祭主職を継承した。寛永6年11月28日（1630年1月11日）、29歳で昇殿を許された。

### 総位階昇進復旧問題
後一条天皇から後陽成天皇の35代の間には絶えず行われていた、即位恩賞による禰宜・権禰宜・大小の祠官への一斉位階昇進が、後水尾天皇・明正天皇・後光明天皇の3代では行われなかった。これに対して、伊勢両宮の禰宜たちは正保4年（1647年）例幣再興にあわせての昇進を、祭主友忠を通して願い出た。しかしこれは受け入れられず、再度の願い出も受け入れられなかった。
禰宜たちは、昇進が受け入れられなかった理由を友忠のたくらみであるとして越訴を計画し、朝廷に訴え出た。そして慶安5年5月24日（1652年6月29日）、後光明天皇より、総位階昇進の勅許を行う方針が出された。友忠はこの方針を不服として、翌5月25日（6月30日）、第3代京都所司代の板倉重宗に対し昇進方針の阻止を願い出る。重宗は驚いて朝廷へ報せると、天皇自らが資料を調べ上げた。重宗は、叡慮に背いた罪とはいえ神職であるから流罪か五畿内追放が妥当だという結論を伝えられたが、9月11日（10月13日）の例幣が迫っていることを理由として、刑の執行の延期を要求する。それが受け入れられ、慶安5年（承応元年）の例幣には、友忠が参向した。
承応2年閏6月3日（1653年7月27日）、友忠は出京する。閏6月21日（8月14日）に江戸に到着し、翌日、将軍徳川家綱と対面した。詮議を経て、閏6月25日（8月18日）、越後国村上藩主松平藤松に身柄を預けられる。翌日、勅勘により、位記・官職を辞した。7月2日（8月24日）、将軍家綱より天皇に対して、友忠を佐渡国に流罪とすることを奏上した。7月5日（8月27日）、佐渡国へ渡った。妻と息子の景忠は、井伊直孝に預けられた。
これにより、藤波家は中絶した。後任の祭主には、大宮司河辺定長が補任された。

### 藤波友忠奉納絵馬
佐渡に渡った友忠は、出家し休岸（きゅうがん）と名乗った。島では、狄村（現在の佐渡市北狄）の齋藤万五郎家が配処であり、胎蔵寺に住した。人柄が思いやり深く、「祭主様」と慕われていた。
万治4年（1661年）、赦免を願って、胎蔵寺に絵馬を奉納した。この絵馬をめぐっては、次のような逸話が残されている。
ある年の秋に毎夜一頭の裸馬が現れて田畑を荒らし、困った村人が祭主様の許に相談しに行くと、心当たりがあると言って奉納した絵馬を村人に持ってこさせた。その絵馬をしばらく眺めると、「イヤ誠にあいすまんことをした」と呟いて筆を執り、口取り縄を書き入れた。するとそれ以降、裸馬が現れて田畑を荒らすことは無くなった。
この絵馬は、平成11年（1999年）6月、当時の相川町指定文化財となる。平成16年（2004年）3月1日の合併に伴い、同日佐渡市指定有形民俗文化財となった。

### 晩年
絵馬を奉納してから4年後の寛文5年3月10日（1665年4月25日）、友忠は赦免された。その後、京都に帰洛し、寛文8年（1668年）、67歳で卒去した。

## 官歴
- 元和9年10月21日（1623年12月12日）、従五位下
- 元和10年1月6日（1624年2月24日）、神祇権少副、祭主
- 寛永4年11月6日（1627年12月13日）、従五位上
- 寛永6年9月10日（1629年10月26日）、正五位下、神祇権大副
- 慶安2年9月2日（1649年10月7日）、従四位下、神祇大副

## 系譜
- 父：藤波種忠
- 母：来島通総女
- 妻：不詳
  - 男子：藤波景忠
  - 女子：閑 - 茂庭姓元室